# Аверін Василь Кузьмович
Васи́ль Кузьми́ч Аве́рін (1885, село Лєтошники, тепер Жуковського району Брянської області — 28 грудня 1945, Якутськ) — радянський партійний і державний діяч. Член ВУЦВК і ЦВК СРСР. Кандидат у члени ЦК КП(б)У з листопада 1920 до липня 1921 року. Член ЦК КП(б)У з липня 1921 до квітня 1923 року.

## Життєпис
Народився в родині селянина-бідняка в селі Лєтошники Рославльського повіту Смоленської губернії, тепер Жуковського району Брянської області.
Комуніст з 1903 року. Член РСДРП з 1904 року, революційну роботу почав у Катеринославі.
У жовтні 1905 р. був членом заводського комітету РСДРП. У 1915 році заарештований і висланий до Іркутської губернії.
Після Лютневої революції 1917 Аверін, повернувшись до Катеринослава, входив до складу місцевого комітету РСДРП(б). У грудні 1917 року очолював Військово-революційний штаб при Катеринославській раді робітничих депутатів. З грудня 1917 року — член колегії ВЧК при РНК РРФСР, голова Військово-революційного Штабу по боротьбі проти Центральної Ради. У березні 1918 року — начальник оборони Катеринославського району.
У 1918 році — голова виконавчого комітету Рославльської повітової ради Смоленської губернії.
У листопаді 1918 — січні 1919 року — начальник політичного відділу Особливої групи військ РСЧА Курського напряму.
З 28 листопада 1918 року — член Тимчасового Робітничо-Селянського уряду України. 
З 29 січня по лютий 1919 року — народний комісар внутрішніх справ Української СРР.
У лютому — червні 1919 року — голова виконавчого комітету Катеринославської губернської ради.
З червня 1919 року — уповноважений Ради Оборони Української СРР і ЦК КП(б)У по боротьбі з контрреволюцією і бандитизмом, голова РВР Катеринославського укріпленого району, військовий комісар полку РСЧА.
До червня 1920 року — на відповідальній роботі в місті Катеринославі, з червня 1920 року — в місті Таганрозі.
У грудні 1920 — 1921 року — голова Волинського губернського революційного комітету.
До липня 1921 року — голова виконавчого комітету Харківської губернської ради.
У липні 1921  — грудні 1922 року — голова виконавчого комітету Одеської губернської ради.
З 1923 року — в авіаційній промисловості, на залізничному, водному транспорті. Від 1925 року Аверін працював на відповідальних посадах у Народному комісаріаті шляхів сполучення СРСР. Спочатку очолював Центральне управління внутрішніх водних шляхів, а закінчив кар'єрне зростання у жовтні 1937 року на посаді начальника Ленського пароплавства у Якутії.
3 жовтня 1937 року заарештований. 4 березня 1938 року засуджений за статтями 58-2 та 58-11 Карного кодексу РРФСР до 25 років ув'язнення. Його звільнили в листопаді 1945 року, однак без права покидати Якутськ. Аверін загинув в Якутську за загадкових обставин 28 грудня 1945 року (задушений невідомими людьми) на своєму робочому місці — в конторці при якутській міській лазні, куда він влаштувався працювати слюсарем.
29 листопада 1955 року рішенням президії Верховного суду Якутської АРСР Аверіна було реабілітовано.

## Назви
У Дніпрі у Нових Кодаках існувала вулиця Аверіна, що була декомунізована на Курінну вулицю.